# Graviditetstest

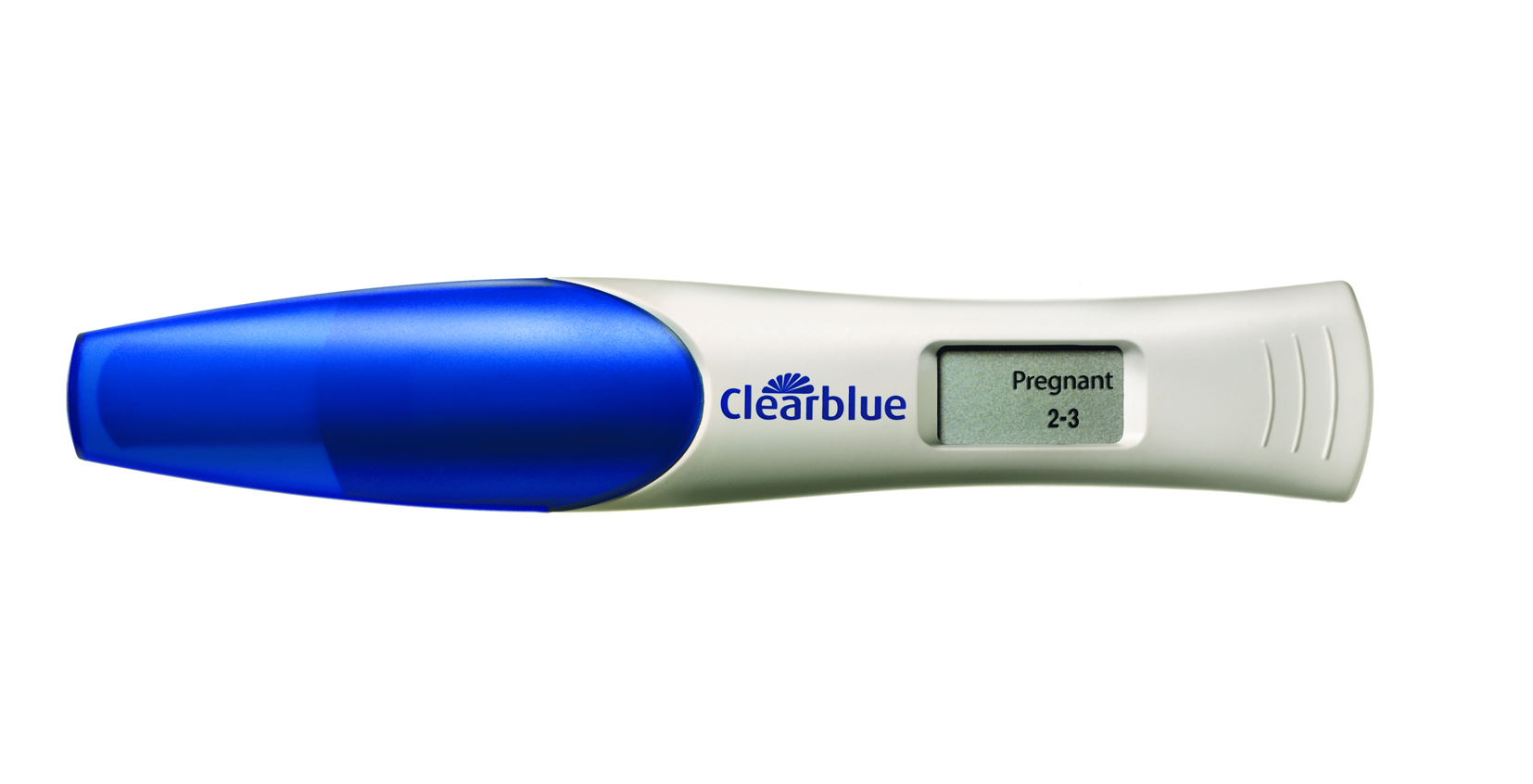
Clearblue är ett graviditetstest som uppskattar antalet veckor.

Med hjälp av ett graviditetstest kan en graviditet fastställas eller uteslutas. Tester för hemmabruk finns tillgängliga att köpa i butiker och på apotek och är relativt enkla att utföra på egen hand. En provsticka doppas då i urin och visar därefter på bara någon minut ett svar med över 90 procents tillförlitlighet, förutsatt att testet utförs på rätt sätt. Graviditetstestet reagerar på ett hormon som heter humant koriongonadotropin (hCG) som endast förekommer hos gravida, eftersom det utsöndras från moderkakan. Idag finns tester som man kan ta upp till fyra dagar innan förväntad mens och ändå få ett säkert resultat.
Graviditetstest kan även utföras inom sjukvården. Då finns flera metoder för att fastställa graviditet. Genom ett urinprov kan graviditet upptäckas vid ett relativt tidigt stadium då inga tecken ännu kan skönjas med hjälp av gynekologisk undersökning. Detta test mäter liksom testen för hemmabruk förekomsten av hCG i urinen.

## Historik
Försök att finna metoder för att fastställa en graviditet, vid en tidpunkt då detta inte är möjligt med vanlig undersökning, har pågått i årtusenden. Förutsättningarna för en tillförlitlig graviditetsreaktion visade sig emellertid inte förrän Aschheim och Bernhard Zondek 1928 lyckades visa att den gravida kvinnan utsöndrar stora mängder hCG i urinen.
Deras reaktion gick så till, att man strutade det urinprov som skulle undersökas, på möss och avläste reaktionen på deras äggstockar efter fyra dygn. Denna biologiska metod har, i likhet med senare, förbättrade modifikationer av den, sedan 1960-talets början ersatts av immunologiska metoder, vilka är betydligt enklare och snabbare. Svenska insatser har därvid varit banbrytande (Wide och Carl Gemzell; Brody och Carlström). Så sent som på 1960-talet kunde dock grodor och kaniner hjälpa till att avgöra om en kvinna var gravid eller inte (grodor och kaniner påverkas olika av gravidhormon i kvinnors urin).